# چاروئن سیریواداناباکدی
چاروئن سیریواداناباکدی (تایلندی: เจริญ สิริวัฒนภักดี؛ زادهٔ ۲ مهٔ ۱۹۴۴) کارآفرین، سرمایه‌دار، بازرگان و مدیر ارشد اجرایی تایلندی است، که در حال حاضر به‌عنوان رئیس هیئت مدیره شرکت تای‌بیو فعالیت می‌کند. وی این شرکت را در سال ۱۹۹۱ تأسیس نمود.